# صورة (فلم)
صورة فيلم تلفزيوني سوري صدر في عام 2002.

## قصة الفيلم
يتناول فصلاً من حياة  الفلسطينيين خلال العامين 2001
/2002 بشكل محدد، وبما يفيض عن هذه الفترة باستعادات لما مضى، وتأشيرات عما هو آت، إذ يبدو الحدث الذي جرى في الحادي عشر من سبتمبر/أيلول من العام 2001 ، عنصراً فاعلاً في التحولات التي أصابت الشخصية الرئيسة في الفيلم (المصور علي/وائل زيدان) ودفعته، بالتفاعل مع مفردات أخرى، إلى التقاط الصورة الأخيرة له، وهو يتحوّل إلى استشهادي، يفجّر نفسه بحاجز للجنود الإسرائيليين، رغم أن كل ما بدا فيه كان يدلّل على أنه أبعد ما يكون عن ذلك.
وتم التصوير في سورية في منطقتي الدريكيش وصيدنايا 

## أبطال العمل
أيمن زيدان 
نورمان أسعد
زياد سعد
عباس النوري
حنا
بسام لطفي
عبد الرحمن آل رشي
أمانة والي
نادين سلامة
عاصم حواط
شادي زيدان
مفيد أبو حمدة
وائل زيدان
نوار زيدان
ميار النوري
حنا